# 伊斯特伯勒 (堪薩斯州)
伊斯特伯勒（英語：Eastborough）是一個位於美國堪薩斯州塞奇威克縣的城市。

## 地方資料
根據2020年美國人口普查的數據，伊斯特伯勒的面積為1.00平方千米，當中陸地面積為1.00平方千米，而水域面積為0.00平方千米。當地共有人口756人，而人口密度為每平方千米756人。